# Lámpara Geordie

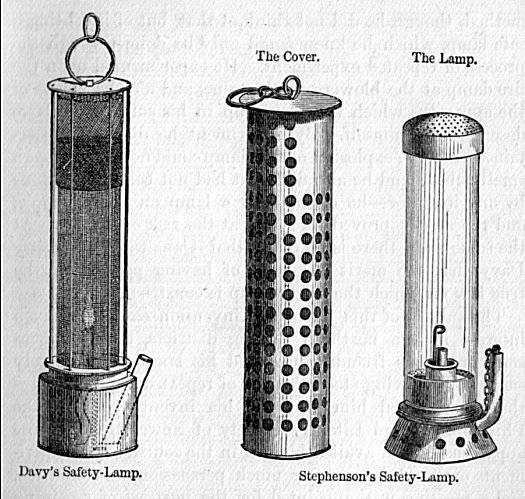
La lámpara de seguridad de Stephenson se muestra con la lámpara de Davy a la izquierda

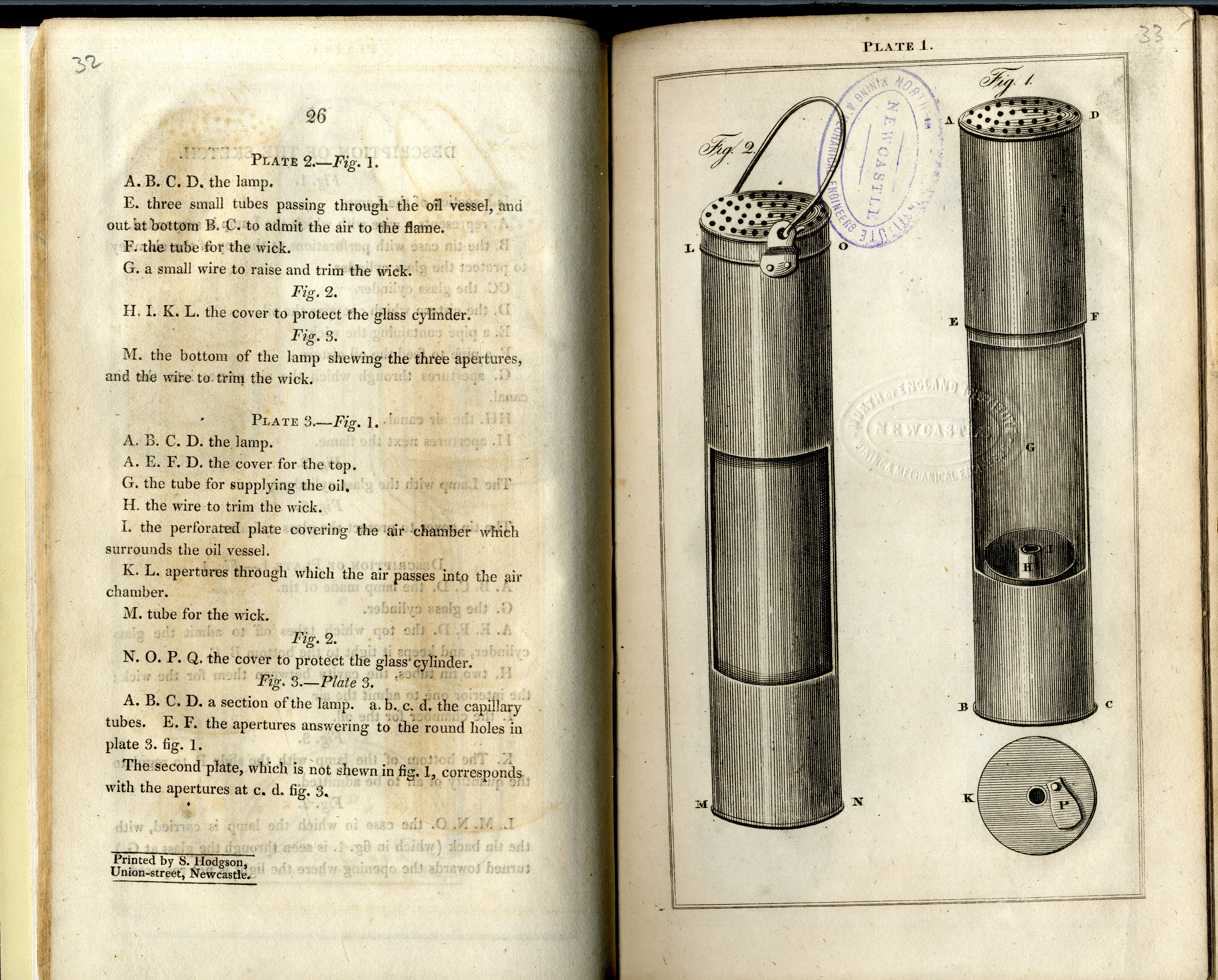
Texto descriptivo y grabado (páginas 32 y 33) del Informe sobre las afirmaciones del Sr. George Stephenson, relativo a la invención de su lámpara de seguridad, por el Comité designado en una reunión de Holden en Newcastle el 1 de noviembre de 1817

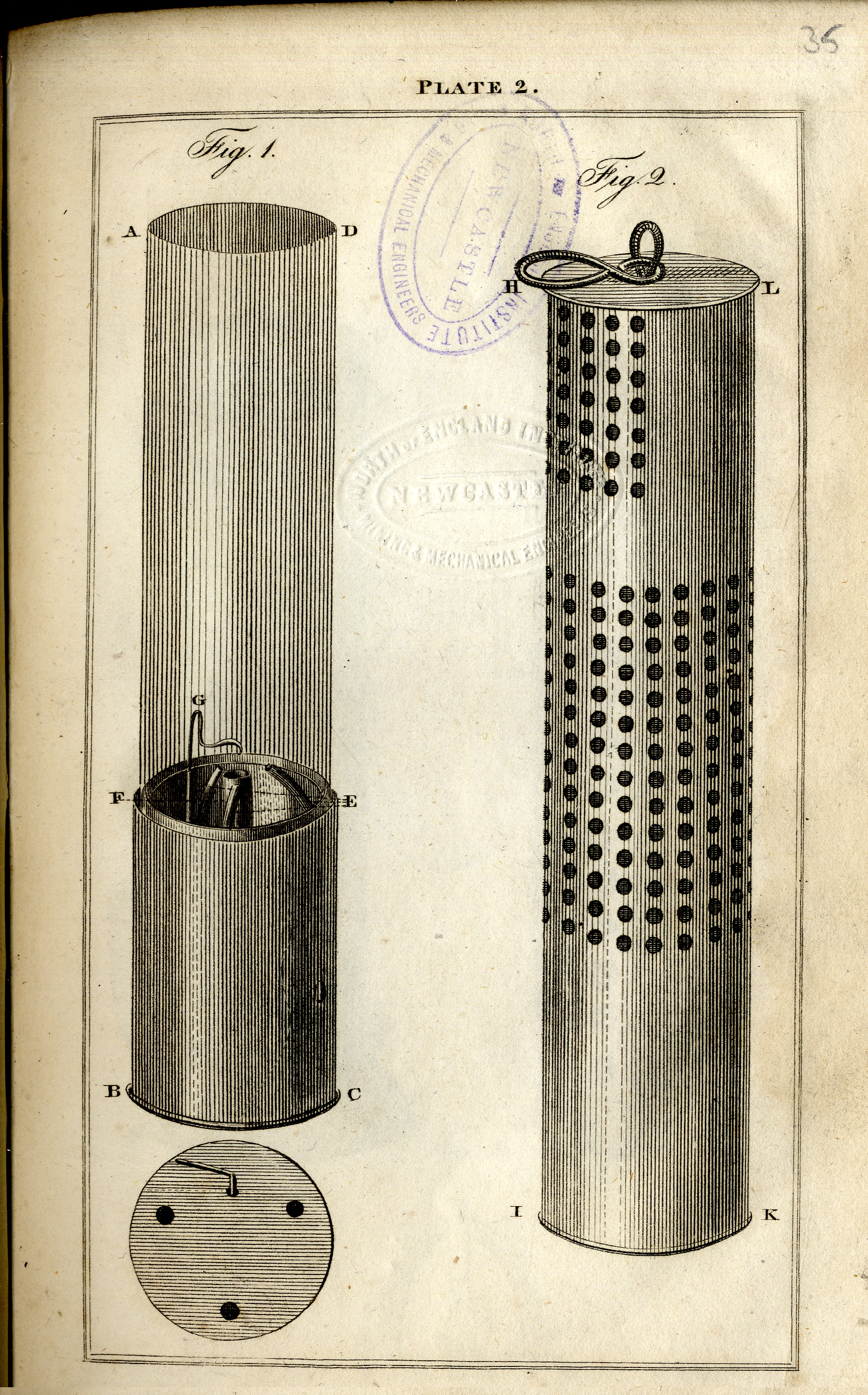
La lámpara de seguridad de George Stephenson dibujada en 1817

La lámpara Geordie era una lámpara de seguridad para uso en atmósferas inflamables, inventada por George Stephenson en 1815 como lámpara de minero para evitar explosiones debido a la presencia de gas grisú en las minas de carbón. 

## Origen
En 1815, Stephenson era el encargado de la maquinaria de la mina de Killingworth en Northumberland, donde había estado experimentando durante varios años con velas cercanas a las emisiones de gas grisú. En agosto encargó una lámpara de aceite que le fue entregada el 21 de octubre, siendo probada por él mismo en la mina en presencia de gases explosivos. Mejoró su diseño durante varias semanas con la adición de tubos capilares en la base para que diera más luz, y probó nuevas versiones los días 4 y 30 de noviembre. Esta lámpara fue presentada a la Sociedad Literaria y Filosófica (Lit & Phil) de Newcastle upon Tyne el 5 de diciembre de 1815.
Aunque surgió una controversia entre el diseño de Stephenson y la lámpara Davy (inventada por Humphry Davy en el mismo año), el diseño original de Stephenson trabajaba basándose en principios significativamente diferentes de los del diseño final de Davy. Si la lámpara se sellaba, excepto por una entrada de aire restringida (y una salida de humo de tamaño adecuado), la presencia de cantidades peligrosas de gas grisú en el aire entrante (por su combustión) reduciría tanto la concentración de oxígeno dentro de la lámpara que la llama se extinguiría. (Stephenson se había convencido de la validez de este enfoque por sus experimentos con velas cerca de las salidas de gas: cuando se colocaban algunas velas encendidas contra el flujo de salida, la llama crecía; sin embargo, con suficientes velas en contra del flujo de salida, la llama se agotaba).
Para evitar la posibilidad de que la llama viajase de regreso a través de los gases entrantes (produciendo un reflujo explosivo), la entrada de aire se realizó mediante una serie de orificios de pequeño diámetro a través de los cuales el aire fluía a una velocidad superior a la velocidad de propagación de la llama de una mezcla de gas grisú (principalmente metano) y aire. El cuerpo de la lámpara se alargó para darle a la llama un mayor consumo de convección, y así permitir una mayor restricción del flujo de entrada y hacer que la lámpara fuese menos sensible a las corrientes de aire.
Davy había probado originalmente una lámpara de seguridad con principios similares, antes de preferir encerrar la llama dentro de un cilindro de gasa de bronce; y había identificado públicamente la importancia de permitir el flujo de aire restringido a través de pequeños orificios (en los que la velocidad de la llama es más baja) antes que Stephenson, por lo que Davy y sus partidarios seguían convencidos de que Stephenson no había hecho este descubrimiento de forma independiente.
Una ventaja del diseño de Stephenson sobre el de Davy era que si la proporción de grisú aumentaba demasiado, su lámpara se apagaba, mientras que la lámpara de Davy podía calentarse peligrosamente. Esto se ilustró en la explosión de la mina Oaks, en Barnsley, el 20 de agosto de 1857, donde se usaban ambos tipos de lámparas.
Además, el diseño de Stephenson utilizaba papel para rodear la llama, que cortaba menos la luz que la lana metálica utilizada por Davy. Pero esto también planteaba el peligro de rotura en las duras condiciones de la minería, un problema que no se resolvió hasta la invención del vidrio de seguridad. Stephenson probó varios diseños diferentes en los primeros años y más tarde adoptó la gasa de Davy con preferencia a los tubos, y fue este diseño revisado el que se utilizó durante la mayor parte del siglo XIX como la lámpara Geordie. 
Esta lámpara continuó usándose en el noreste de Inglaterra durante la mayor parte del siglo XIX, hasta la introducción de la iluminación eléctrica.

## Lecturas relacionadas
- Report upon the claims of Mr. George Stephenson, relative to the invention of his safety lamp, by the committee appointed at a meeting holden in Newcastle. 1817.

- Datos: Q3760369